# 劉一桂
劉一桂，浙江省寧波府慈谿縣人，清朝政治人物。同進士出身。
光緒二年（1876年），參加丙子恩科會試，得貢士第301名。殿試登進士3甲第23名。同年五月（6月3日），著分六部學習。